# Cospaia
Cospaia – włoska osada (tzw. frazione), znajdująca się w gminie San Giustino, w prowincji Perugia w Umbrii.

## Historia
W 1440 roku, w wyniku błędu popełnionego przy wytyczaniu nowej granicy Państwa Kościelnego z Republiką Florencką, sprzedaż części terytorium państwa papieskiego w ramach soboru we Florencji nie objęła niewielkiego kawałka ziemi o powierzchni ok. 500 m², w tym Cospaii. Pozostawieni bez zwierzchnictwa mieszkańcy tego obszaru ogłosili powstanie niepodległej republiki, która przetrwała 386 lat.
W trakcie jej istnienia Cospaia stała się azylem dla przemysłu tytoniowego oraz przemytu. W wyniku problemów z utrzymaniem porządku publicznego 26 czerwca 1826 republika została zlikwidowana i podzielona pomiędzy Państwo Kościelne, a Wielkie Księstwo Toskanii.
Obecnie dawna Cospaia jest dzielnicą miasta San Giustino.

## Geografia
Cospaia położona jest na północ od centrum San Giustino, przy granicy Umbrii z Toskanią. Znajduje się 3 km od Sansepolcro (w prowincji Arezzo), 15 od Città di Castello, 42 od Arezzo i 67 od Perugii.